# Nikitine Sisters Duet
Pour les articles homonymes, voir Nikitine.
Le Nikitine Sisters Duet est un duo formé des sœurs Véra et Katherine Nikitine.
Le duo, fondé en 2008, est un duo pour piano et orgue qui se produit régulièrement en Europe, permettant notamment au public d'entendre certaines œuvres rares du répertoire classique. Le duo a assuré la création française du Colloque n° 7 de Jean Guillou au festival de l'église Saint-Eustache à Paris, lors d'un concert retransmis en direct par France Musique et repris depuis par diverses radios,.

## Études
Nées à Paris, les deux sœurs d'origine russo-franco-allemande commencent leurs études au conservatoire à rayonnement régional de Paris auprès de Marie-Louise Langlais et Brigitte Bouthinon-Dumas avant de s'orienter vers d'autres professeurs (notamment Éric Lebrun et Jean Guillou à l'orgue pour Véra Nikitine, Igor Lazko pour Katherine Nikitine).
En 2012, elles sont respectivement en dernière année au Conservatoire national supérieur de musique et de danse de Paris et au Conservatoire national supérieur de musique et de danse de Lyon. Véra s'est spécialisée dans l'interprétation et l'improvisation à l'orgue, remportant de nombreux prix (dont le Meilleur espoir du Concours international de la Ville de Paris à seize ans, et le Prix André Monsaingeon - interprétation de Bach), étant titulaire de l'orgue Cavaillé-Coll de l'Église des Lazaristes à Paris, composant également à l'occasion des œuvres originales pour leur formation (Allegro Comodo créé en octobre 2011 à Rome) ou d'autres ensembles instrumentaux. Katherine s'est spécialisée dans l'interprétation au piano, bénéficiant des conseils de Denis Pascal, Georges Pludermacher, Jean-Claude Pennetier ou encore François-René Duchable.
Katherine Nikitine obtient son master au Conservatoire national supérieur de musique et de danse de Lyon en mai 2012 avec la mention Très Bien.

## Activités musicales
Elles sont régulièrement invitées par les festivals internationaux de musique d'orgue (Festival Bach à Modène, à La Nuit de l'Orgue à Passau en 2010 en compagnie de Montserrat Torrent, Jane Parker-Smith et d'autres femmes organistes de renom, à la basilique Sainte-Marie de Kevelaer (de), à l'église des Portugais à Rome, église américaine de Paris, etc.) qui apprécient l'originalité de leur formation ainsi que leurs goûts artistiques aventureux, qui les poussent à adapter leur répertoire le plus fidèlement possible à chaque instrument rencontré, quitte à apprendre de fond en comble un programme totalement nouveau à chaque prestation. Elles peuvent ainsi passer de la formation originale pour piano et orgue à celle de l'orgue à quatre mains dans des transcriptions d'œuvres symphoniques (Les Hébrides de Mendelssohn, extraits de ballets de Tschaïkowsky, etc.), à deux orgues ou orgue et clavecin pour des transcriptions de concertos baroques ou de sonates à deux claviers (Padre Soler, Johann Ludwig Krebs, Jean Langlais), etc.

## Récompenses
En 2011, Véra remporte le concours international d'improvisation de Luxeuil-les-Bains.

## Discographie
- Disque Poco a poco Productions, 2013

Salle Debussy du CRR de Lyon
Images d'autres univers, œuvres pour piano de Salvatore di Stefano
Piano : Marcello Parolini, Katherine Nikitine
- Disque Argos Privilège, 2009

Église Saint-Eustache
Avec Sarah Kim, Jean Guillou, Étienne Walhain, Jean-Baptiste Monnot...
Les sœurs Nikitine jouent des œuvres de Rachmaninoff, Liszt, Franck
- Disque Orgues Nouvelles, n° 5, 2009

Oratoire du Louvre
Œuvres de Henriette Puig-Roget et Marie-Louise Girod-Parrot
Katherine Nikitine, orgue

## Filmographie
- Février 2012 : Noces[9],[10], réalisation de Philippe Béziat, autour des Noces d'Igor Stravinsky et de l'amitié du compositeur russe avec l'écrivain suisse Charles-Ferdinand Ramuz

Katherine Nikitine, pianiste
- Mai 2012 : Les 20 ans de l'ACID vu par les étudiants des Arts déco[11], réalisation de Marie Mérigot, Sophie Pastorello et Jean-Baptiste Peltier

Véra Nikitine, musique
- Mars 2013 : Nostalgia[12], réalisation de Antoine Neron-Bancel[13]

musique originale : Vera Nikitine et Moritz Reich
sélection Court-métrage, Festival « Ici et demain », Paris, 2013